# هری هودینی
هری هودینی (به انگلیسی: Harry Houdini) متولد (۲۴ مارس۱۸۷۴ - ۳۱ اکتبر ۱۹۲۶) در بوداپست یک شعبده‌باز، بدلکار، تهیه‌کننده و بازیگر فیلم مجارستانی-آمریکایی بود. هودینی امروزه به عنوان یکی از بزرگ‌ترین شعبده‌بازان تاریخ شناخته می‌شود. عمده معروفیت وی به خاطر عملیات‏های فرارش است.
نام او به هنگام تولد در بوداپست اریک فایس بود. خود هودینی در طول زندگی‌اش ادعا می‌کرد که متولد اپلتون، ویسکانسین در آمریکا می‌باشد ولی والدین وی وقتی او ۴ ساله بود به آمریکا کوچ کردند. او ۴ برادر (تئودور، لئوپولد، ناتان و ویلیام) و یک خواهر به نام کری داشت. نام پدر وی ساموئل بود و مادرش سیسلیا نام داشت. او یک فراماسون فعال در لژ فراماسونری در نیویورک بود.
در سال ۱۹۰۴، هزاران نفر او را تماشا کردند که سعی می‌کرد از دستبندهای ویژه ای که توسط روزنامه دیلی میرور لندن سفارش داده شده بود فرار کند و آنها را برای یک ساعت در حالت تعلیق نگه داشت. بدلکاری دیگر او زنده به گور شدن بود و توانست خود را به سطح زمین برساند و در حالت تقریباً ناتوان ظاهر شد. در حالی که بسیاری گمان می‌بردند که این فرارها جعلی بوده‌است، هودینی خود را بلای معنویت گرایان جعلی معرفی کرد. به عنوان رئیس انجمن شعبده بازان آمریکایی، او مشتاق بود که استانداردهای حرفه ای را رعایت کند و هنرمندان متقلب را افشا کند. او همچنین از هر کسی که از شیرین‌کاری‌های فرار او تقلید می‌کرد شکایت می‌کرد.
هودینی چندین فیلم ساخت اما وقتی نتوانست پولی به دست آورد، بازیگری را رها کرد. او همچنین یک هوانورد مشتاق بود و هدفش این بود که اولین کسی باشد که با هواپیمای برقی در استرالیا پرواز کرد.

## فرارهای معروف
در سال ۱۹۰۴، روزنامه دیلی میرور لندن، هودینی را به چالش کشید تا از دستبندهای ویژه ای فرار کند که ادعا می‌کرد ناتانیل هارت، یک قفل ساز از بیرمنگام را پنج سال برای ساختن آن برده بود. هودینی چالش ۱۷ مارس را در حین اجرای ماتینه در تئاتر هیپودروم لندن پذیرفت. گزارش شده‌است که ۴۰۰۰ نفر و بیش از ۱۰۰ روزنامه‌نگار برای این رویداد بسیار هیاهو شرکت کردند. تلاش برای فرار بیش از یک ساعت به طول انجامید و در طی آن هودینی چندین بار از «خانه ارواح» خود (پرده کوچکی که برای پنهان کردن روش فرار خود استفاده می‌شد) بیرون آمد. در یک لحظه او پرسید که آیا می‌توان سرآستین‌ها را برداشت تا بتواند کتش را در بیاورد. نماینده میرور، فرانک پارکر، امتناع کرد و گفت که هودینی می‌تواند یک مزیت داشته باشد اگر ببیند که چگونه قفل سرآستین‌ها باز شده‌است. هودینی فوراً یک چاقوی قلمی را بیرون آورد و در حالی که آن را در دندان‌هایش گرفت، کت خود را از بدنش جدا کرد. حدود ۵۶ دقیقه بعد همسر هودینی روی صحنه حاضر شد و او را بوسید. بسیاری فکر می‌کردند که کلید باز کردن دستبند مخصوص در دهان او بود. با این حال، از آن زمان گفته شد که بس در واقع اصلاً وارد صحنه نشده‌است و این نظریه به دلیل اندازه کلید شش اینچی بعید است. هودینی سپس به پشت پرده بازگشت. پس از یک ساعت و ده دقیقه، هودینی آزاد شد. در حالی که روی دوش جمعیت تشویق کننده رژه می‌رفت، شکست و گریست. در آن زمان، هودینی گفت که این یکی از سخت‌ترین فرارهای حرفه ای او بوده‌است.